# Аббате-Булатова, Флюра Аскаровна
Флюра Аскаровна Аббате-Булатова (итал. Fljura Askarovna Bulatova Abbate, в девичестве — Булатова, род. 9 сентября 1963 года, Самарканд, СССР) — советская и итальянская спортсменка, игрок в настольный теннис, шестикратная чемпионка Европы (в одиночном, парном и командном зачётах), шестикратная чемпионка СССР, победительница турнира «Евро ТОР-12» в 1986, 1988 годах, мастер спорта СССР международного класса.

## Биография
Первым наставником Флюры был ташкентский тренер Михаил Борисович Шмуклер.
Шестикратная чемпионка СССР, обладательница 15 медалей различного достоинства на чемпионатах СССР.
Шестикратная чемпионка Европы, обладательница 10 медалей различного достоинства на чемпионатах Европы.
Принимала участие в двух летних Олимпийских играх — в 1988 году в составе сборной СССР, и в 1996 году в составе сборной Италии. На Олимпийских играх 1988 года в одиночном разряде выиграла все пять матчей в своей подгруппе, в 1/8 финала обыграла 3-2 Мок Ка Ша из Гонконга, но в 1/4 финала без шансов проиграла будущей чемпионке китаянке Чэнь Цзин 0-3 (4-21, 11-21, 2-21). В парном разряде Булатова вместе с Еленой Ковтун в 1/4 финала проиграли японской паре. На Олимпийских играх 1996 года выступала в одиночном разряде, на групповой стадии выиграла два матча и проиграла один, не выйдя из группы.
Прекратила выступления за сборную СССР в 1988 году из-за конфликта с некоторыми представителями тренерского штаба сборной СССР.
В 1994—1996 годах выступала за сборную Италии.
В 1997 вышла замуж за своего бывшего тренера, российского игрока в настольный теннис Станислава Гомозкова. Живёт в Италии.

## Стиль игры
Флюра Булатова правша, играла в защитном стиле.